# Enicospilus sondrae
Enicospilus sondrae là một loài tò vò trong họ Ichneumonidae.